# Phthonandria mollis
Phthonandria mollis là một loài bướm đêm trong họ Geometridae.